# Marcel Criotier
Pas d'image ? Cliquez ici

a Compétitions nationales et continentales officielles uniquement.

b Matchs officiels uniquement.
Marcel Criotier, né le 26 mars 1962 à Avignon, est un joueur et entraîneur de rugby à XIII et de rugby à XV dans les années 1980 et 1990. Il occupe le poste de ailier.
Natif d'Avignon, Marcel Criotier s'inscrit en rugby à XIII au sein du club du Pontet. Ce dernier, emmené sous la houlette de l'entraîneur Marius Frattini entrecoupé d'une saison avec Yvon Gourbal domine le Championnat de France des années 1980. Avec celui-ci, Criotier remporte le Championnat de France 1986 et 1988, ainsi que les titres de Coupe de France en 1986 et 1988. Il évolue au sein de ce club aux côtés de Christian Maccali, Didier Couston,  José Giné, David Fraisse, Serge Titeux et Marc Palanques, tous internationaux français.
Fort de ses performances en club, Criotier connaît de nombreuses catégories de l'équipe de France : junior, espoir, sélection B. Il connaît sa seule et unique sélection en équipe A le 21 janvier 1989 contre la Grande-Bretagne.
À la suite du retrait du Pontet du rugby à XIII, il pratique alors le rugby à XV au sein des clubs du Pontet XV et Tricastin Pierrelatte entre Fédérale 3 et Fédérale 2, et une ultime saison en XIII avec Carpentras en 1995. Après sa retraite sportive, il prend en main des équipes de rugby à XV en tant qu'entraîneur au Pontet, Pernes, Apt et Monteux.

## Palmarès
- Collectif :
  - Vainqueur du Championnat de France : 1986 et 1988 (Le Pontet).
  - Vainqueur de la Coupe de France : 1986 et 1988 (Le Pontet).
  - Finaliste du Championnat de France : 1985, 1987 et 1989 (Le Pontet).
  - Finaliste de la Coupe de France : 1989 (Le Pontet).

### Détails en sélection
| 1. | 21 janvier 1989 | Grande-Bretagne | 10-26 | Test-match | Ailier | - | - | - | - |